# آرنولد استانگ
آرنولد استانگ (انگلیسی: Arnold Stang; ۲۸ سپتامبر ۱۹۱۸ – ۲۰ دسامبر ۲۰۰۹) یک هنرپیشه اهل ایالات متحده آمریکا بود. وی بین سال‌های ۱۹۲۷ تا ۲۰۰۹ میلادی فعالیت می‌کرد.

## بخشی از فیلمشناسی
از فیلم‌ها یا برنامه‌های تلویزیونی که وی در آن نقش داشته‌است می‌توان به آثار زیر اشاره کرد.
- خواهر من آیلین (فیلم ۱۹۴۲) (۱۹۴۲)
- مرد بازو طلایی (۱۹۵۵)
- آلاکازام بزرگ (۱۹۶۰)
- دنیای دیوانه، دیوانه، دیوانه، دیوانه (۱۹۶۳)
- هرکول در نیویورک (۱۹۷۰)
- دنیس تهدید (فیلم) (۱۹۹۳)